# Idaea esterelata
Idaea esterelata är en fjärilsart som beskrevs av Pierre Millière 1879. Idaea esterelata ingår i släktet Idaea och familjen mätare. Inga underarter finns listade i Catalogue of Life.